# Landstraße
Landstraße es el tercer distrito de Viena, Austria. Está ubicado cerca del distrito centro y del río Danubio, y fue establecido en el siglo XIX. Tiene cerca de 90 000 habitantes en un área de 7,42 km². Es famoso porque en este distrito se sitúa el Palacio Belvedere que fuera la residencia de Eugenio de Saboya, y el Cementerio de San Marx donde está enterrado Wolfgang Amadeus Mozart.
También se encuentra en este distrito el complejo residencial municipal, construido entre 1983 y 1985, llamado Hundertwasserhaus.

## Imágenes

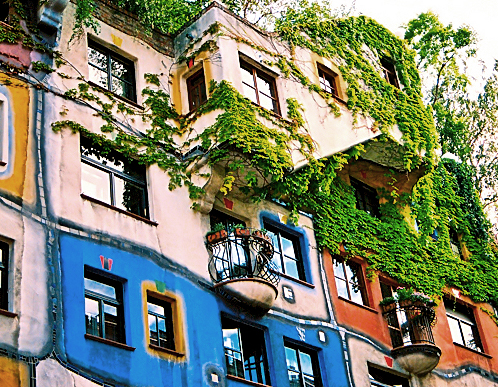
El Hundertwasserhaus
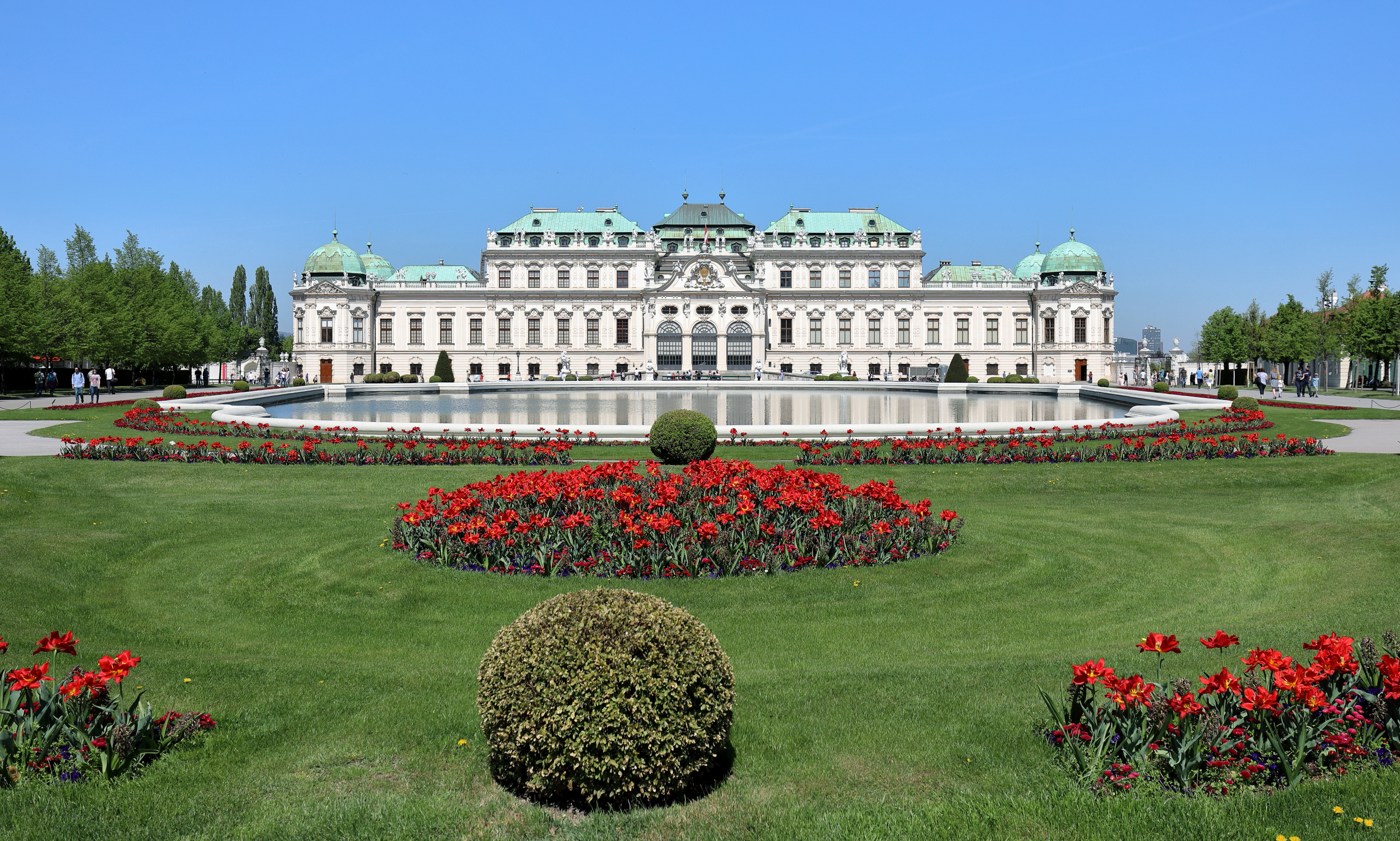
Palacio Belvedere